# 정륭
정륭(正隆, 1156년 2월 ~ 1161년 11월)은 금나라 폐제(廢帝) 해릉양왕(海陵煬王) 완안 량(完顔 亮)의 세번째 연호이다. 5년 10개월 가량 사용하였다.

## 개원
- 정원(貞元) 4년 2월 1일[1](1156년 2월 23일)에 연호를 정륭(正隆)으로 개원함.[2][3][4]

- 정륭(正隆) 6년 10월 8일[5](1161년 10월 28일)에 반란 세력에 추대되어 즉위 후, 연호를 대정(大定)으로 개원함.[6][7][4]

- 정륭(正隆) 6년 11월 27일[8](1161년 12월 15일)에 해릉왕이 피살되었으며, 정륭 연호의 사용은 중지됨.[2][7][4]

## 연대 대조표
| 정륭       | 원년            | 2년        | 3년        | 4년        | 5년        | 6년        |
| 서기(西紀) | 1156년          | 1157년     | 1158년     | 1159년     | 1160년     | 1161년     |
| 간지(干支) | 병자(丙子)      | 정축(丁丑) | 무인(戊寅) | 기묘(己卯) | 경진(庚辰) | 신사(辛巳) |
| 남송(南宋) | 소흥(紹興) 26년 | 27년       | 28년       | 29년       | 30년       | 31년       |

## 동시대 연호

### 중국
송(宋)
- 소흥(紹興) (1131년 ~ 1162년)

서하(西夏)
- 천성(天盛) (1149년 ~ 1169년)

대리국(大理國)
- 대보(大寶) (1149년 ~ 1156년)
- 용흥(龍興) (1157년 ~ 1161년)

서요(西遼)
- 소흥(紹興) (1151년 ~ 1163년)

### 베트남
- 다이딘(大定) (1140년 ~ 1162년)

### 일본
- 규주(久壽) (1154년 ~ 1156년)
- 호겐(保元) (1156년 ~ 1159년)
- 헤이지(平治) (1159년 ~ 1160년)
- 에이랴쿠(永曆) (1160년 ~ 1161년)
- 오호(應保) (1161년 ~ 1163년)

## 같이 보기
- 중국의 연호 목록